# Hollandsk Ostindien
Hollandsk Ostindien, (nederlandsk: Nederlands-Indië; indonesisk: Hindia-Belanda) var en koloni der eksisterede fra 1800 – 1949. Kolonien blev oprettet af det Forenede Ostindiske Kompagni, og området udgør nu Indonesien.
I den anglo-hollandske traktat af 1824 afstod hollænderne det hollandske østindiske guvernement hollandsk Malacca til Storbritannien, hvilket førte til dets endelige indlemmelse i delstaten Malacca i det moderne Malaysia.
Det Forenede Ostindiske Kompagni (VOC) blev oprettet i det tidlige 17. århundrede for at maksimere hollandske handelsinteresser i det malaysiske øhav. I 1700 var der blevet etableret et kolonialt mønster, og VOC var vokset til at være en stat-i-staten og den dominerende magt i øhavet. Firmaets ledelsesmetode: et indirekte styre, som blev kopieret af andre og overlevede firmaet. Efter konkursen blev firmaet likvideret den 1. januar 1800, og dets territoriale besiddelser blev overført til den hollandske stat.

## Historie
Efter, at hollænderne i 1596 nåede frem til Java, grundlagdes i 1602 det nederlandske ostindiske kompagni (Nederlandsche handels-maatschappij), som blev udrustet med meget omfattende privilegier. Det fortrængte spanjolere og portugisere samt englændere fra disse områder, underkuede indfødte fyrster og skabte derved et stort kolonialvælde, som det selv forvaltede med uindskrænket magt. I 1619 grundlagdes Batavia, som siden var områdets centralpunkt. I slutningen af 1700-tallet blev kompagniets økonomiske stilling imidlertid stadig forværret, og den franske revolution ødelagde det helt, hvorfor det i 1798 blev opløst og dets besiddelser overdragede til den nederlandske stat. Imidlertid havde England fra 1795 erobret de fleste kolonierne bortset fra Java, og i 1811 blev også denne ø erobret. Efter Napoleons fald bestluttedes ved traktaten i Paris af 13. august 1814, att Nederlandene skulle tilbagegives kolonierne, hvilket også skete i årene 1816-19. Senere blev området udvidet dels ved traktater med England, dels ved erobringer, af hvilke den vigtigste var riget Atjeh. Ved det i 1832 indførte så kaldte kultursystem voksede koloniens betydning for moderlandet betydeligt, og man har beregnet, at den alene i årene 1862-71 gav et afkast på 1,600 mio. kr.

## Administrativ inddeling
I 1880-erne udgjorde området et generalguvernement og blev i administrativ henseende inddelt i:
1. Java og Madura samt Bali og Lombok med et samlet areal på 131.733 km2, 20.931.654 indbyggere i 1884, deraf 20.665.510 indfødte og 37,680 europæere, samt
2. "Ydre besiddelser" (Buitenbezittingen) omfattende Sumatra, Borneo, Riouw-Lingga-arkipelaget, Banca, Billiton, Celebes, Molukkerne, Ny Guinea samt De små Sundaøer med et sammenlagt areal på omkring 1.728.000 km2 og omkring 8.400.000 indbyggere i 1884, deraf 9.157 europæere.[4]

Førstnævnte var inddelt i 23 provinser (gewesten, residentskaber), hver og en forvaltet af en resident, som under sig havde flere bistående residenter og et antal underordnede tjenestemænd, med titel af kontrollører. De "Ydre besiddelser" var organiserede på lignende vis, men flere dele af dem, såsom vestkysten af Sumatra, Celebes og Atjeh, udgjorde guvernementer, fordelte på residentskaber.
Generalguvernøren, som residerede i Batavia, havde en vicekonges myndighed, dog inden for visse nærmere fastlagte grænser. Han blev bistået af et råd, bestående af vicepræsidenten og 4 af kongen udnævnte medlemmer. Det havde kun en rådgivende myndighed, men hvis generalguvernøren havde en anden opfattelse i lovgivningsspørgsmål, måtte spørgsmålet forelægges kongen. Guvernøren havde desuden et kabinet, kaldt generalsekretariatet, med en generalsekretær i spidsen. Desuden fandtes et offentligt finanskammer. Centralforvaltningen var fordelt på 5 departementer, hvert under en egen direktør: civil-, justits-, finans- samt departementer for offentlige arbejder og for undervisning, kulter og industri.
Retsvæsenet bestod af en højesteret i Batavia hvorunder sorterede en række lavere domstole med såvel europæiske som indfødte dommere.

### Forsvar
Militærstyrken i kolonierne talte i 1885 30.420 mand, deraf omtrent halvdelen europæere. Ingen del af moderlandets regulære armé måtte sendes til kolonierne, men de enkelte soldater måtte med officerernes tilladelse lade sig hverve, og de udgjorde kernen i koloniarméen. Derimod tilhørte krigsflåden dels kolonierne, dels moderlandet, hvorfor udgifterne til denne blev delt. I 1885 talte den kongelige flåde 26 skibe, bemandede med 2.729 europæere og 908 indfødte, og koloniflåden 60 skibe, med 101 europæere og 1.099 indfødte.

### Uddannelse
Undervisningsanliggender var opdelte på to afdelinger: en europæisk og en indfødt, men det var først i slutningen af 1800-tallet, at den sidstnævnte pådrog sig regeringens opmærksomhed. For den højere undervisning for europæere stod gymnasiet Willem III i Batavia (grundlagt 1860) samt 6 højere borgerskoler (i Batavia, Samarang og Surabaja), deraf 2 for piger. I 1885 fandtes 97 folkeskoler for europæere på Java og Madura samt 33 i de "Ydre besiddelser", med i alt 10.322 børn (fraset private skoler). For læreres uddannelse fandtes en normalskole i Batavia. Med undtagelse af visse medicinske skoler var alle for de indfødte beregnede skoler primærskoler. I 1882 fandtes 593 sådanne (dels regeringens, dels private), 9 normalskoler samt 4 skoler for sønner af fyrster, høvdinge etc. Desuden fandtes flere private skoler, såsom missionsskoler.

### Religion
De protestantiske kirker udgjorde et fælles kirkesamfund, forvaltet i stor overensstemmelse med det presbyterianske retningslinjer. Antallet af prædikanter bestemtes af regeringen og udgjorde i 1885 i alt 113. Katolikkerne hørte under en apostolisk vikar, tillige biskop af Batavia; 33 af deres præster blev i 1885 aflønnede af staten. Kristendommen havde endnu ikke gjort store fremskridt blandt de indfødte, idet antallet af kristne blandt indfødte og andre orientalere i 1884 kun udgjorde i alt 229.382, deraf 10.237 på Java och Madura. I almindelighed havde moderlandet indtil 1880-erne kun gjort lidt for at udbrede kristendom i kolonierne. Islam talte de fleste troende og vandt betydeligt mere fremgang blandt hedningene end kristendommen.
Ligeledes havde man heller ikke gjort noget særligt for at udbrede europæisk landbrug.

### Handel og skibsfart
Handelsomsætningen var størst med moderlandet og forholdsvis ringe med andre europæiske land. Importen havde i årene 1882–84 en gennemsnitsværdi af 157 mio. fl. og eksporten 197 mio. fl. Omkring 2/3 af importen kom fra Nederlandene og næsten ¾ af eksporten gik dertil. De vigtigste eksportartikler var sukker, kaffe, te, ris, indigo og tobak. Med undtagelse af ris, hvoraf halvdelen blev udskibet til Borneo og Kina, gik næsten 4/5 af disse varer til Nederlandene. Hele eksporten af varer til moderlandet, som der solgtes for regeringens regning, blev transporteret af Nederlandsche handelmaatschappij, et handelsforetagende, som grundlagdes i Amsterdam 1824 med en kapital af 37 mio. fl. (som senere reduceredes til 24 mio.). Kongen, som selv var en af de største aktieejere, garanterede 4½% rente og måtte af sin egen kasse betale denne helt til 1832, da indførelsen af kultursystemet på Java lagde grunden til virksomhedens fremgang.
I 1884 indløb i koloniernes havne 9.374 skibe på 1.805.250 tons og afsejlede 9.734 på 1.839.000 tons.
Ved slutningen af 1885 hvad jernbanerne en længde af 938 km, 677 km deraf tilhørte staten.